# La Masuca (Torrefeta i Florejacs)
La Masuca és una masia de Florejacs, al municipi de Torrefeta i Florejacs (Segarra) inclosa a l'Inventari del Patrimoni Arquitectònic de Catalunya. És un conjunt d'edificis, un de principal que tenia funció d'habitatge, i tres que tenien funció agrícola i ramadera, i un de més petit de funcions diverses. S'hi arriba pel camí de Florejacs a les Pallargues, a uns 4km de Florejacs, passant pel mas Gravat.

## Descripció
L'edifici principal, consta de quatre façanes i tres plantes. A la façana principal(Est), a la planta baixa, hi ha una entrada amb llinda de pedra, i porta rudimentària de fusta. A la seva dreta, hi ha una petita espitllera. A la planta següent, hi ha tres finestres amb llinda de pedra, i a la darrera planta, hi ha tres petites finestres.
A la façana nord, hi ha una finestra a la segona planta, i una a la darrera. La façana oest, es troba quasi coberta per un edifici annex. Te dues petites finestres a la darrera planta.
A la façana sud, a la planta baixa a la dreta, hi ha un petit edifici annex. A l'esquerra, hi ha una petita finestra. A la planta següent, hi ha dues finestres, i al darrer pis una altra. La coberta és de dues vessants(Nord-Sud), acabada en teules.
Adjunt a la façana oest de l'edifici principal, hi ha un altre que tenia funció ramadera, te dues plantes. A la façana nord, hi ha una entrada estreta a la planta baixa. A la planta següent, hi ha quatre obertures de diferents mides.
Adjunt amb aquest edifici, n'hi ha un altre, amb dos façanes visibles, la façana nord, i la oest. A la façana nord, hi ha dues petites obertures, a la part superior de la façana. A la façana oest, hi ha també dos obertures a la part superior. La coberta és d'una vessant(Oest), acabada en teules.
El darrer gran edifici que tenia funció ramadera i agrícola, es troba adjunt a la façana sud d'aquest darrer. S'ha reconstruït amb totxo. A la façana oest, té una entrada amb llinda de formigó i porta metàl·lica. A la façana sud, hi ha dues obertures a la part superior.
L'últim edifici a descriure, és de petites dimensions, es troba adjunt a la façana sud de l'edifici principal, te només una entrada a la façana est.